# Star Trek: Encounters
Star Trek: Encounters est un jeu vidéo de combat spatial développé par 4J Studios et édité par Ubisoft et Bethesda Softworks. Il est sorti en 2006 sur PlayStation 2,,,,,,,.